# Mycetia
Mycetia là một chi thực vật có hoa trong họ Thiến thảo (Rubiaceae).

## Loài
Chi Mycetia gồm các loài: